# Обірваних рядків змовкаюча струна
«Обірваних рядків змовкаюча струна…» — поетичний фотоальбом, до якого ввійшли вибрані вірші маріупольського поета, науковця й культурного діяча Богдана Слющинського та найкращі світлини маріупольського телеоператора й фотохудожника Віктора Дєдова. Ідеєю книжки є збереження пам'яти про цих митців і всіх маріупольців, які загинули від рук російської армії під час облоги міста у 2022 році.

## Історія створення
Український науковець і поет Богдан Слющинський трагічно загинув 9 квітня 2022 року в Маріуполі внаслідок осколкового поранення серця, коли росіяни обстрілювали й штурмували місто. Віктора Дєдова було вбито 11 березня того ж року (причиною смерти фотохудожника стало влучання осколка російського снаряда в сонну артерію). Оскільки Маріуполь окупували російські військові й тіла митців залишилися на тимчасово підконтрольній ворогу території, родичі Богдана Слющинського й Віктора Дєдова почали збирати їхні твори й готувати спільне видання фотоальбому, щоб зберегти пам'ять про митців та їхній вплив на культуру довоєнного міста. Перед виданням збірки донька поета перечитала всю поезію батька і до кожного вірша обрала найбільш влучні фотороботи Віктора Дєдова. Донька пана Богдана розповідає про це так:
«В якийсь момент я зауважила, що між поетичною думкою татових віршів і філософією кадру на світлинах Віктора Дєдова дуже багато спільного. Так мені прийшла ідея зробити саме такий поетичний фотоальбом на пам'ять про обох загиблих митців, і на пам'ять про місто, якого більше не існує, і на пам'ять про тих маріупольців, які загинули й назавжди залишилися там».

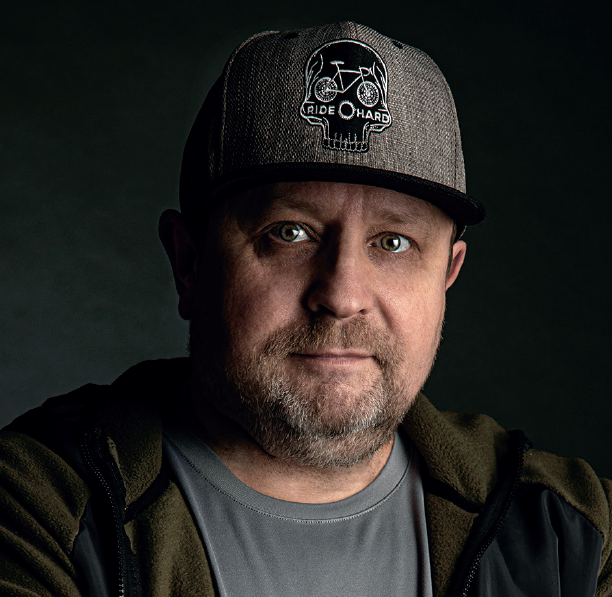
Віктор Дєдов. Фотопортрет.

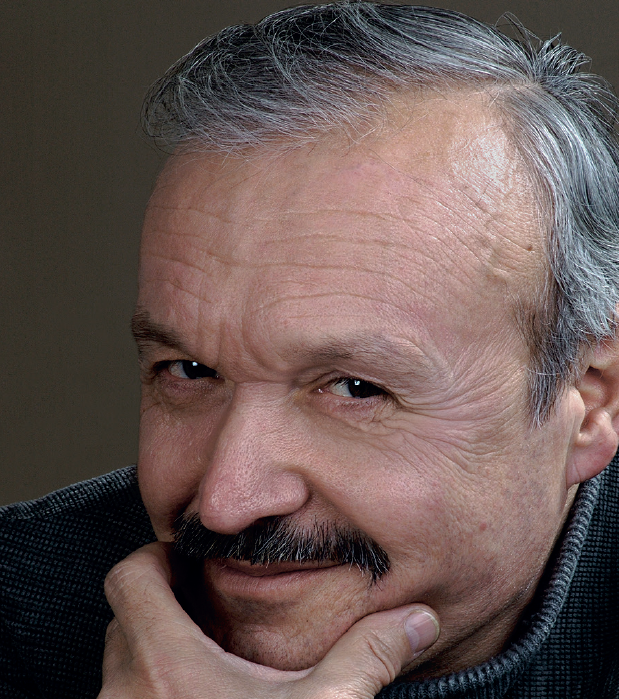
Фотопортрет Богдана Слющинського. Робота Бориса Дембицького

Реалізація проєкту стала можливою завдяки фінансовій підтримці небайдужих українців з усього світу. У підготовці видання також узяла участь дружина Богдана Слющинського. Керівником проєкту став Володимир Пилип'юк, директор львівського видавництва «Світло й Тінь». Дизайн книжки розробила Дарина Пилип'юк, вона також була технічною редакторкою. Усі вірші, які містить нова книжка, раніше було надруковано на сторінках прижиттєвих збірок Богдана Слющинського: «Втомлена надія» (1997 р.), «Відлуння» (1998), «В обіймах часу» (1999), «Осінній вітряк» (1999), «Витоки» (2001), «Подих вітру» (2005), «Світанкова роса» (2010), «Пори року» (2013), «Дорогами життя» (2017), «Зорепад» (2017), «Музика епохи» (2021). Фотоальбом «Обірваних рядків змовкаюча струна…» побачив світ 4 червня 2025 року. Усього надруковано 500 примірників.

## Назва книжки
«Обірваних рядків змовкаюча струна» — це частина цитати з вірша Богдана Слющинського «Змовкаюча струна», який митець написав ще 1999 року.
«Коли я келих свій,

Тамуючи дихання,

Зі спраглістю життя

Вже спорожню до дна, —

Тихенько забринить

Востаннє, як прощання,

Обірваних рядків

Змовкаюча струна».

## Будова та композиція фотоальбому

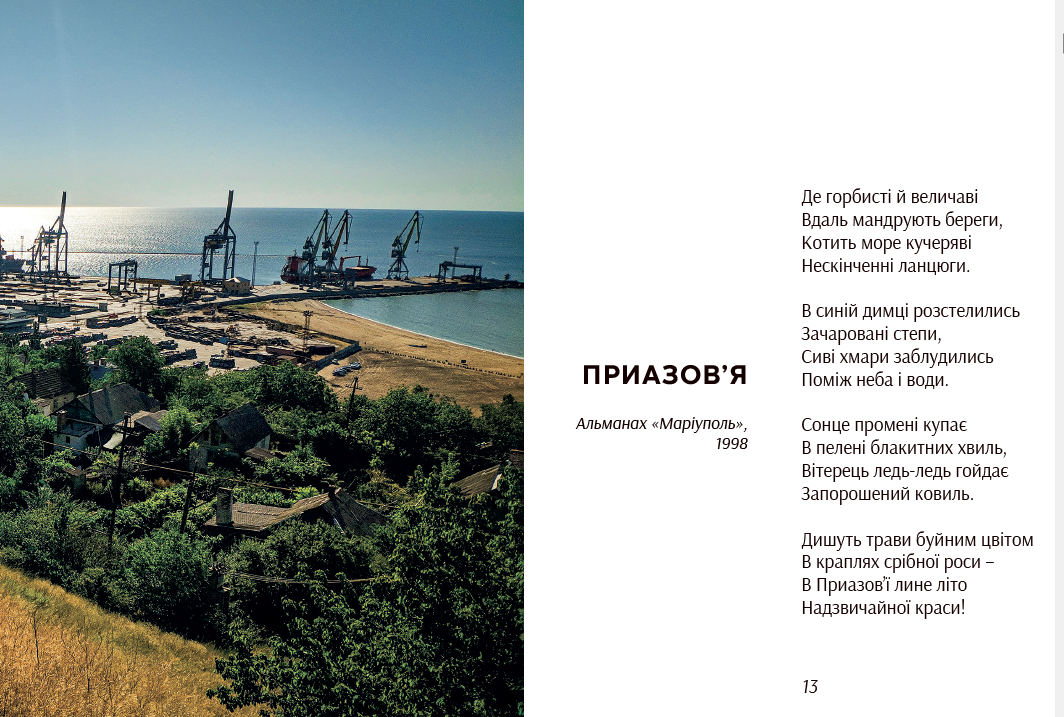
Сторінки фотоальбому "Обірваних рядків змовкаюча струна"

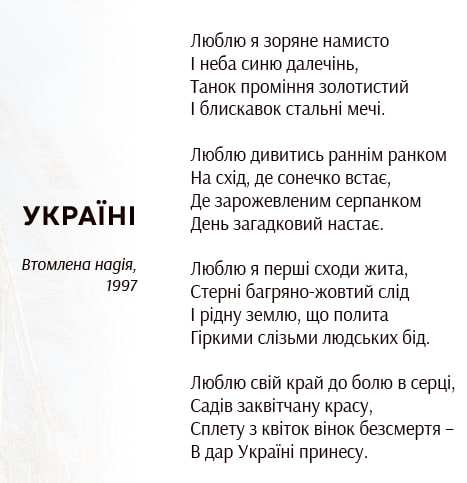
Перший вірш у поетичному фотоальбомі "Обірваних рядків змовкаюча струна"

Фотоальбом містить 79 вибраних віршів Богдана Слющинського й 79 найкращих світлин Віктора Дєдова. Кожен вірш розміщено на правій сторінці, а зліва — фотоілюстрація, яка відображає філософський настрій поезії. Дочка Слющинського розташувала вірші в такій послідовності, що твори з позитивним настроєм є на перших і останніх сторінках фотоальбому, а центральна частина видання містить найглибші переживання та роздуми поета. 

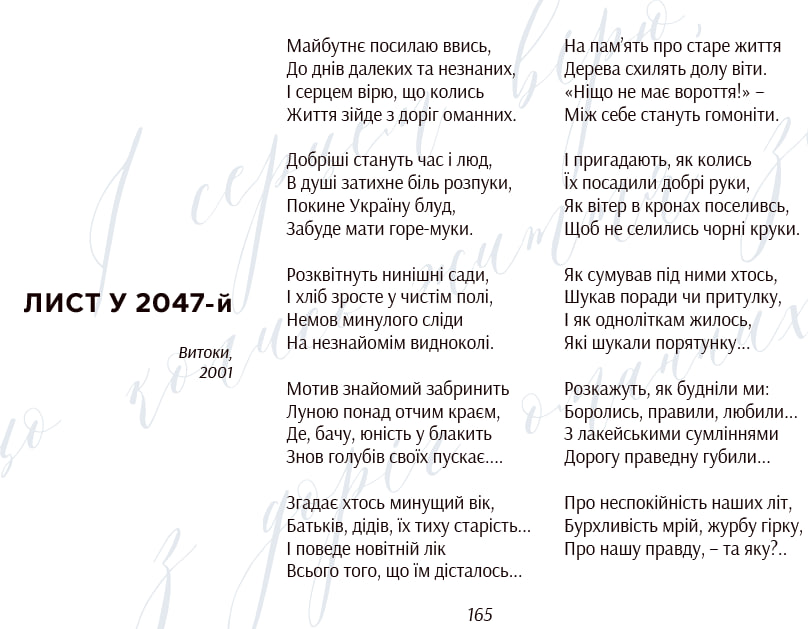
Останній вірш у поетичному фотоальбомі "Обірваних рядків змовкаюча струна"

Вступні слова до збірки написали донька поета й Ольга Демідко (доцентка кафедри культурології Маріупольського державного університету), також є передмова Наталії Дєдової — дружини Віктора Дєдова. Автором післяслова став онук Богдана Слющинського. 

### Список віршів
1. Україні
2. Моя земля
3. Приазов'я
4. Маріуполь
5. Ніч на морі[17]
6. Міський сад
7. Ніч
8. Місячна доріжка
9. Місяць уповні
10. Новітній день
11. Життя джерельну воду п’ю...
12. Я вимріяв тебе
13. Бажання
14. Сльозливий день
15. Море
16. Вечір
17. Спека
18. На морі
19. Стежка
20. Не ремствую
21. Сіріють дні..
22. Плинність
23. Як швидко літо пролетіло
24. Запах осені
25. Прощання з літом
26. Мрії
27. Бабине літо
28. Відплакало вже літо
29. Осінній вальс
30. Колискова
31. Вечірня зірка
32. Чернетка
33. Тополиний пух
34. Десятиріччя йдуть квапливо
35. Були колись великими дерева..
36. Осінні дні
37. Сховалось сонце..
38. Розхристались, знесиліли, зболіли...
39. Витоки
40. Коли в нічній пітьмі...
41. Завмирання
42. Коловорот
43. Міжчасся
44. Вдихаю осені морозну свіжість
45. Спізніла зима
46. Розлючена зима
47. Безколірні сни
48. Січень
49. Зима
50. Зима чи осінь?
51. Вогні великого нічного міста
52. Новорічна ніч
53. Мій час спішить…
54. Перехрестя
55. Нестерпний час
56. Туман
57. Якось мені неспокійно..
58. Переднічний час
59. Важка лягала пелена...
60. Весною осені рахую...
61. Відголоски війни
62. Стражденні думи
63. Ідуть за звичаєм сумні роки..
64. Час не лікує
65. Дороги України
66. Відлуння
67. Батьківський поріг
68. Життя минає біль і втому...
69. Полустанки життя
70. Змовкаюча струна
71. Стежина життя
72. Що значимо ми?
73. Надія
74. За що понад усе люблю життя
75. Весни пора
76. Як хочеться мені
77. Молитись буду Господу щодня
78. Не вкинь зерно в торішню землю
79. Лист у 2047-й.

## Головні мотиви
"Співзвуччя поетичного слова з глибоким філософським поглядом фотографа відтворює портрет ще живого міста, воскрешає його морську душу. Твори обох авторів сповнені любови до рідної землі, України, її людей та природи. Збірку пронизує гостре відчуття часу, наче передчуття того майбутнього, що його приготувала для українців доля", — стверджує донька Богдана Слющинського

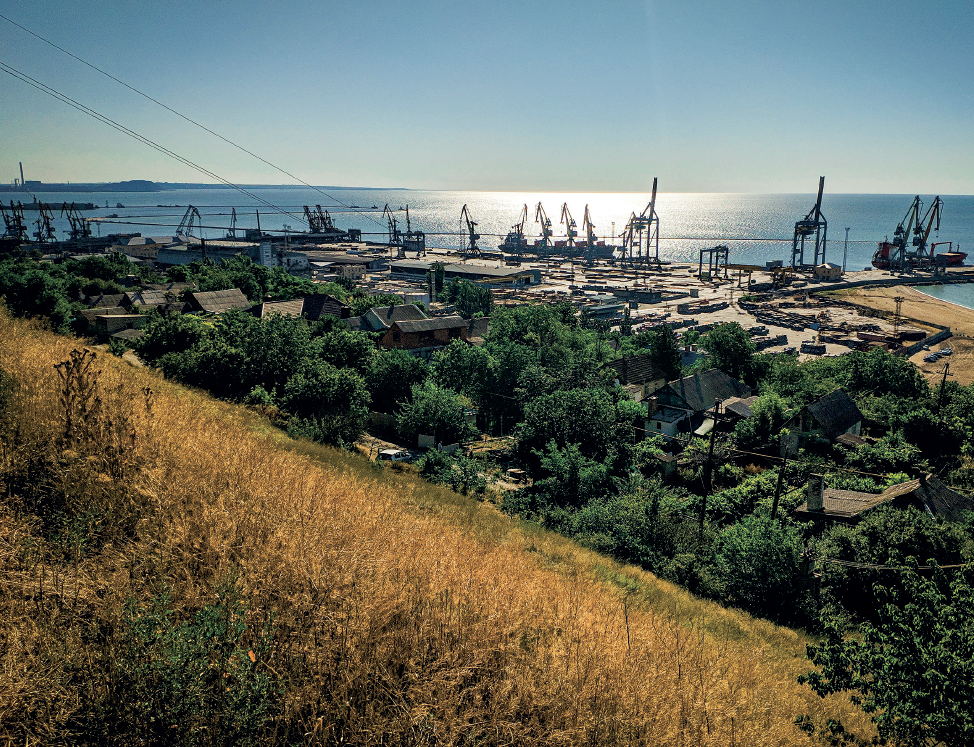
Селище моряків, панорама Маріупольського морського торговельного порту. Світлина Віктора Дєдова.

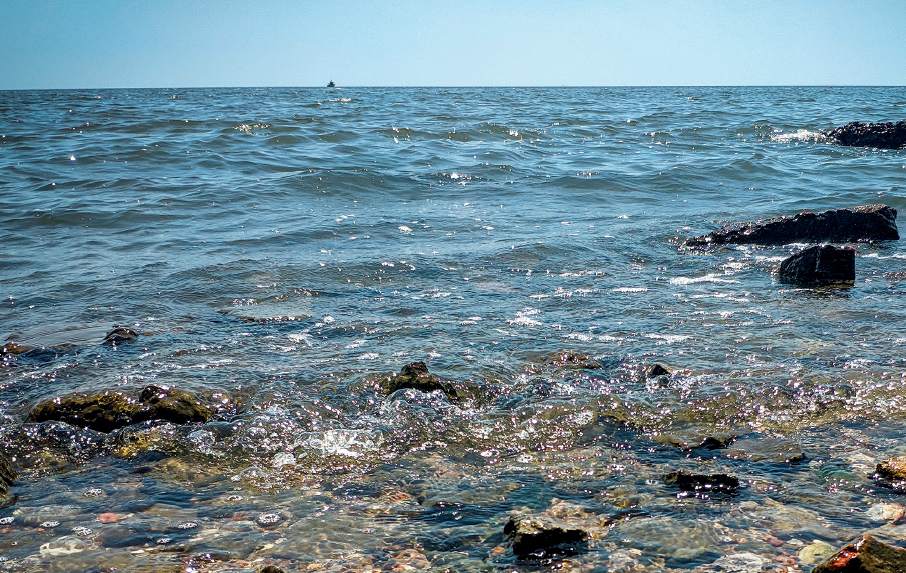
Азовське море. Фрагмент світлини Віктора Дєдова

Ядром поетичної творчости митця є філософська й пейзажна лірика (захоплення природою Приазов'я і красою Азовського моря), що переплітається також із патріотичними й історичними мотивами. 

## Біографічна довідка
Богдан Слющинський — доктор соціологічних наук, професор, викладач Маріупольського державного університету, письменник. Раніше працював завідувачем відділу культури Маріупольської міської ради. Запровадив святкування Дня міста, відкрив Літературний музей та Музей побуту та етнографії населення Приазов’я. Загинув навесні 2022 року у блокадному Маріуполі. Осколок снаряда влучив йому в серце.
Віктор Дєдов — телеоператор, фотограф. Упродовж останніх 5 років Віктор багато фотографував Маріуполь. Разом із краєзнавцем Сергієм Буровим понад 20 років знімав програму “Мариуполь. Былое”, присвячену місту та його мешканцям. Загинув 11 березня 2022 року в Маріуполі, коли снаряд влучив у його квартиру. 
Обидва поховані в тимчасово окупованому Маріуполі через неможливість повернути їхні тіла на підконтрольну Україні територію з огляду на продовження повномасштабного російського вторгнення. 

## Презентація поетичного фотоальбому
Презентація книжки «Обірваних рядків змовкаюча струна" відбулася у Фотогалереї Василя Пилип’юка 22 липня 2025 року. Під час презентації було представлено 15 світлин Віктора Дєдова, що увійшли до видання, а також 15 фотографій, які відвідувачі заходу побачили вперше. На них збережено спогади про мирний український Маріуполь. Завдяки архівному аудіозапису присутні мали змогу почути голос Богдана Слющинського, який читає свої вірші. А дружина фотографа Наталя Дєдова у своєму відеозверненні розповіла, як непросто було дістати оригінали світлин із заблокованого телефона свого загиблого чоловіка.

## Цікаві факти
Важливим натхненням для створення фотоальбому «Обірваних рядків змовкаюча струна…» стала прижиттєва поетична збірка Богдана Слющинського — "Пори року" (2013), у якій поєднано вірші поета й світлини фотохудожника Бориса Дембицького. Утім, перевидати її не вдалося, оскільки в родини не зберігся макет видання. Саме тоді донька поета усвідомила необхідність створення нової книжки, у якій вірші поета мали поєднуватися з найкращими фотографіями мирного Маріуполя.